# Hymenaster regalis
Hymenaster regalis is een zeester uit de familie Pterasteridae.
De wetenschappelijke naam van de soort werd in 1895 gepubliceerd door Addison Emery Verrill.